# Realzins
Der Realzins (seltener Güterzins) ist in der Wirtschaft und Wirtschaftswissenschaft als Zinssatz eine reale Größe, welche die Inflation oder Deflation berücksichtigt. Pendant ist der Nominalzins – eine nominale Größe.

## Allgemeines
Reale Größen beziehen sich auf Mengen, etwa auf die Gütermenge und Menge von Dienstleistungen, die innerhalb eines Jahres in einer Volkswirtschaft produziert werden. Nominale Größen dagegen sind das Produkt aus Mengen und den dazugehörigen Preisen; sie werden in Geldeinheiten ausgedrückt, reale Größen in Mengeneinheiten. Der Realzins ist von Bedeutung bei zinstragenden Finanzinstrumenten wie Anleihen, Bankguthaben oder Krediten. Ihr Nominalzins ist der Anleihezins, Habenzins oder Kreditzins.
Der Realzins {\displaystyle i_{r}} ist ein um die Preisbereinigung {\displaystyle p} korrigierter Nominalzins {\displaystyle i_{n}}; es gilt:
{\displaystyle i_{r}=i_{n}\pm p}.
Inflation wird bei der Preisbereinigung zum Realzins hinzugerechnet, Deflation abgezogen, um den Nominalzins zu errechnen. Aus Sicht des Gläubigers dient die Preisbereinigung dem Vermögenserhalt.

## Übersicht
In der folgenden Aufstellung werden drei Teilmärkte gegenübergestellt:
| Markt                                             | Faktorpreis                     | nominale Größe                                           | reale Größe             |
| ------------------------------------------------- | ------------------------------- | -------------------------------------------------------- | ----------------------- |
| Arbeitsmarkt                                      | Arbeitseinkommen                | Nominaleinkommen, Nominallohn                            | Realeinkommen, Reallohn |
| Bankenmarkt: Geldmarkt, Kapitalmarkt, Kreditmarkt | Zins                            | Nominalzins: Geldmarktzins, Kapitalmarktzins, Kreditzins | Realzins                |
| Devisenmarkt                                      | Devisenkurs                     | nominaler Wechselkurs                                    | realer Wechselkurs      |
| Geldmarkt, Kapitalmarkt                           | Geldmarktzins, Kapitalmarktzins | Nominalrendite                                           | Realrendite             |

Eingewandt werden muss, dass einzelne Marktteilnehmer etwa auf dem Arbeitsmarkt wie Arbeitnehmer oder Gewerkschaften nicht in der Lage sind, den Reallohn zu bestimmen, weil die Ursachen für die Veränderung des Preisniveaus auf dem Gütermarkt außerhalb des Einflusses dieser Marktteilnehmer liegt. Veränderungen der Geldmenge beeinflussen nominale Größen, nicht aber reale Größen. Diese Irrelevanz der Geldmenge für reale Größen wird als Neutralität des Geldes bezeichnet.

## Weiterführende Definition
Der Realzins wird meist als Zinssatz abzüglich der Inflationsrate verstanden; klarstellend spricht man vom erwarteten oder ex ante Realzins. Gelegentlich wird der Realzins auch als ex-post-Größe verstanden und anhand der vergangenen Inflationsrate berechnet. Wirtschaftliche Entscheidungen hängen vom erwarteten Realzins ab, Vermögensentwicklungen vom tatsächlichen Realzins.

## Einordnung
In Zeiten stabiler Preise, d. h. bei einer Inflation von null, sind Nominalzins und Realzins nach obiger Definition gleich. Der Nominalzins steigt jedoch oft bei einer Zunahme des Preisniveaus (nicht unbedingt um den gleichen Prozentsatz, um den die Preise steigen). Ist die Inflationsrate höher als der Nominalzins, folgt daraus ein negativer Realzins. Der Gläubiger eines Geldkreditgeschäfts verliert in diesem Fall Kapital. Zur mathematischen Herleitung seien folgende Symbole verwendet:
- {\displaystyle r:} Realzins,
- {\displaystyle i:} Nominalzins,
- {\displaystyle \pi :} Inflationsrate.

Ein Vermögen wächst gemäß dem Aufzinsungsfaktor {\displaystyle (1+i)=(1+r)(1+\pi )}. Die exakte Beziehung zwischen Nominalzins und Realzins lautet daher {\displaystyle r={\frac {i-\pi }{1+\pi }}} bzw. {\displaystyle i=r+\pi +r\pi }. Bei kleinen Werten vernachlässigt man oft den letzten Summanden, weil er von zweiter Ordnung ist, und erhält die Näherungsformel
{\displaystyle r\approx i-\pi }.
Der Fisher-Effekt besagt, unter den Annahmen der vollkommenen Voraussicht, eines vollkommenen Marktes, vollkommener Markttransparenz und ohne Transaktionskosten, dass die Steigerung des Nominalzinses {\displaystyle i} mit proportionaler Steigerung der Inflationsrate {\displaystyle \pi } einhergeht. Die getroffenen Annahmen sind in der Praxis nicht vollständig anzutreffen. Aus diesem Grund kann in der Praxis nicht von einer vollständigen Proportionalität ausgegangen werden. Ein gewisser zeitlicher Zusammenhang zwischen der Veränderung der Inflationsrate und der Veränderung des Nominalzinses (siehe Abb. 1) lässt sich jedoch nachweisen.
Mit zunehmender Inflationsrate steigt die Umlaufrendite festverzinslicher Wertpapiere (die Umlaufrendite festverzinslicher Wertpapiere wird oft als Maß des Nominalzinses verwendet und bezeichnet die durchschnittliche Rendite aller im Umlauf befindlichen festverzinslichen Wertpapiere bester Bonität).
Betrachtet man die internationalen Faktormobilitäten innerhalb der Außenwirtschaftstheorie, findet der Begriff Realzins ebenfalls Verwendung. Der Realzins hängt von den Präferenzen für Gegenwarts- und Zukunftskonsum der einzelnen Volkswirtschaften ab. Nimmt ein Land einen Kredit auf, so kann es zunächst mehr konsumieren als es produziert. Bei Kreditrückzahlung kehrt sich diese Situation um. Es kann weniger konsumieren als produziert wird, da ein Teil der Produktion für die Kreditrückzahlung aufgewendet wird und somit nicht für den Konsum zur Verfügung steht. Der zukünftige Konsum ist um den Realzins {\displaystyle r} teurer als der gegenwärtige Konsum. Die Höhe des Realzinses {\displaystyle r} wird vom relativen Weltangebot und der relativen Weltnachfrage nach zukünftigem Konsum bestimmt.
Der Realzins spielt weiterhin in der Geldpolitik eine große Rolle. Zuständig für die Geldpolitik im Euroraum ist die Europäische Zentralbank, deren oberstes Ziel es nach ist, die Preisstabilität zu gewährleisten und damit die Kaufkraft des Euro zu erhalten. Preisstabilität ist per Definition durch den „Anstieg des HVPI von unter 2 %“ gegeben. Ist die Geldmenge im Vergleich zum Güterangebot von Waren und Dienstleistungen beispielsweise zu hoch, steigt das allgemeine Preisniveau (Inflation), und die Kaufkraft sinkt. Um dem entgegenzuwirken, kann die EZB eine restriktive Geldpolitik betreiben, um die Geldmenge zu verringern. Die Inflationsrate sinkt aufgrund ihrer Trägheit zeitlich versetzt, so dass es damit möglich ist, den kurzfristigen Realzins zu beeinflussen.
Die Finanzpolitik ist zur Beeinflussung der langfristigen Realzinsen besser geeignet als die Geldpolitik und wirkt direkt auf Angebot und Nachfrage auf dem Kapitalmarkt.

## Anwendung
Durch einen Nominalzins {\displaystyle i} (in Prozent) erfährt ein Vermögensgegenstand, zum Beispiel ein Sparguthaben durch Zinsgutschrift der Bank oder eine Immobilie durch Marktpreisentwicklung, in einem bestimmten betrachteten Zeitraum einen nominellen Wertzuwachs mit dem Faktor:
{\displaystyle 1+{\frac {i}{100}}}.
Bei einer Inflationsrate {\displaystyle \pi } (in Prozent) nagt jedoch gleichzeitig die Inflation am Wert der Währung und staucht den Wert des Vermögensgegenstandes mit dem Faktor:
{\displaystyle {\frac {1}{1+{\frac {\pi }{100}}}}}.
Der Realzins r (in Prozent) in dem betrachteten Zeitraum beträgt daher:
{\displaystyle r=\left({\frac {1+{\frac {i}{100}}}{1+{\frac {\pi }{100}}}}-1\right)\cdot 100}.
Wenn {\displaystyle i=\pi } ist der Realzins demzufolge 0 %.
Für {\displaystyle i>\pi } ergibt sich ein positiver Realzins, das heißt, trotz Inflationswirkung ergibt sich eine reale Werterhöhung des Vermögensgegenstandes.
Bei {\displaystyle i<\pi } steht zwar eine nominelle Werterhöhung auf dem Papier, real hat sich der Wert des Vermögensgegenstandes jedoch verringert.

## Beispiel
Beträgt der Nominalzins {\displaystyle i} für einen Kredit in einem bestimmten Zeitraum 6 % und die Inflationsrate {\displaystyle \pi } für den gleichen Zeitraum 2 %, erhält man nach obiger Formel folgendes Ergebnis:
{\displaystyle r=\left({\frac {1+{\frac {6}{100}}}{1+{\frac {2}{100}}}}-1\right)\cdot 100=3{,}92157}.
Dem Kreditgeber bleiben von den 6 % Nominalzins unter Berücksichtigung der Inflation von 2 % nur 3,92 % Zinsen real übrig.
Entsprechend der Interessenlage des Vermögensbesitzers kann die reale Wertentwicklung außerdem noch individuell unterschiedlich sein. Denn die Inflationsrate {\displaystyle \pi } wird aufgrund einer Untersuchung der Preisentwicklung von vielen Produkten festgestellt. Wenn nun ein bestimmter Unternehmer mit seiner Geldanlage oder durch die Veräußerung einer Immobilie ein bestimmtes Einzelprodukt oder eine bestimmte Waren- und Dienstleistungsmischung finanzieren möchte, deren Preisentwicklung günstiger war als die allgemeine Inflationsrate, dann hat sich der Realwert des von ihm betrachteten Vermögens noch mehr erhöht als in der oben genannten Formel. Auch der entgegengesetzte Fall ist möglich: dabei erhöhen sich die Preise gerade für die individuell vorgesehenen Investitionen stärker, als der allgemein ermittelte Preisdurchschnitt.
Das gilt auch für Vermögenswerte, die für den privaten Konsum gedacht sind. Denn oftmals werden die individuellen Wünsche mehr oder weniger stark von der Produkt- und Dienstleistungspalette abweichen, für welche die allgemeine Preisentwicklung ermittelt und in Form der Inflationsrate bekannt gegeben wurde.
Wenn man genau wissen möchte, wie sich der Wert des eigenen Vermögens in Bezug auf die persönliche Bedürfnisstruktur real entwickelt, kann es sinnvoll sein, durch Führung eines Haushaltsbuches oder durch Preisbeobachtung der Produkte, die man anzuschaffen wünscht, eine individuelle Inflationsrate zu ermitteln. Dabei darf allerdings nicht außer Acht gelassen werden, dass sich mit dem Preis manchmal auch die Qualität von Produkten ändert.

## Wirtschaftliche Aspekte
Der Realzins ist die für das Kapitalangebot oder Kreditangebot entscheidende Größe. Die Geldpolitik etwa der Zentralbanken beeinflusst den Nominalzins (Leitzins), wohingegen Investitionsausgaben und damit auch die Güternachfrage durch den Realzins beeinflusst werden. Orientieren sich dagegen die Marktteilnehmer bei Inflation an Nominalwerten, so unterliegen sie der so genannten Geldillusion. Orientieren sich die Marktteilnehmer am Nominalzins, unterliegen sie konkret der Zinsillusion. Diese ist die verzerrte Wahrnehmung des Zinsertrages, bedingt durch die Vernachlässigung der Inflation. Der Nominalzins spielt bei der LM-Funktion eine Rolle, der Realzins dagegen bei der IS-Funktion.
Die Fisher-Gleichung beschreibt in der Volkswirtschaftslehre den Zusammenhang zwischen dem Realzins {\displaystyle i_{r}} einerseits und dem Nominalzins {\displaystyle i_{n}} sowie der Inflationsrate {\displaystyle \pi } andererseits. Bei relativ geringer Inflationsrate kann der Realzinssatz durch die Differenz zwischen Nominalzinssatz und Inflationsrate angenähert werden:
{\displaystyle i_{n}\approx i_{r}+\pi _{t+1}^{e},}.
Ist der Realzins niedriger als der Nominalzins ({\displaystyle i_{r}<i_{n}}), hemmt er Investitionen, liegt der Nominalzins unter dem Realzins ({\displaystyle i_{r}>i_{n}}), so fördert er sie.

## Abgrenzung
Bei zinstragenden Finanzprodukten wie Anleihen oder Krediten wird die vom Nominalzins ebenfalls abweichende Rendite bzw. der Effektivzins als Messgröße herangezogen. Hierbei handelt es sich um Kennzahlen, bei denen Inflation oder Deflation keine Rolle spielen. Vielmehr sind der Emissionskurs/Kassakurs am Kauftag sowie die Fälligkeit (bei Anleihen) bzw. Finanzierungskosten, Disagio und Kreditlaufzeit (bei Krediten) als beeinflussende Faktoren von Bedeutung.